# Teumpeun (Peureulak Barat)
Teumpeun is een bestuurslaag in het regentschap Aceh Timur van de provincie Atjeh, Indonesië. Teumpeun telt 1197 inwoners (volkstelling 2010).